# Novomoskovsk (Rusland)
 Ikke at forveksle med byen Novomoskovsk i Ukraine.
Novomoskovsk (russisk: Новомосковск, tr. Novomoskovsk; frem til 1933 hed byen Bobriki, fra 1933 til 1961 hed den Stalinogorsk) er en by i Tula oblast i Rusland. Novomoskovsk er Tula oblasts næststørste by med 117.175 (2024) indbyggere.
Novomoskovsk blev grundlagt i 1930  i forbindelse med opførelsen af det største kemiske kombinat i Sovjetunionen. Byen ligger i den nordlige del af Det centralrussiske plateau. Den er et stort økonomisk og industrielt center i Tula oblast, en af centrene i det polycentriske Tula-Novomoskovsk storbyområde.